# 白河ラーメン

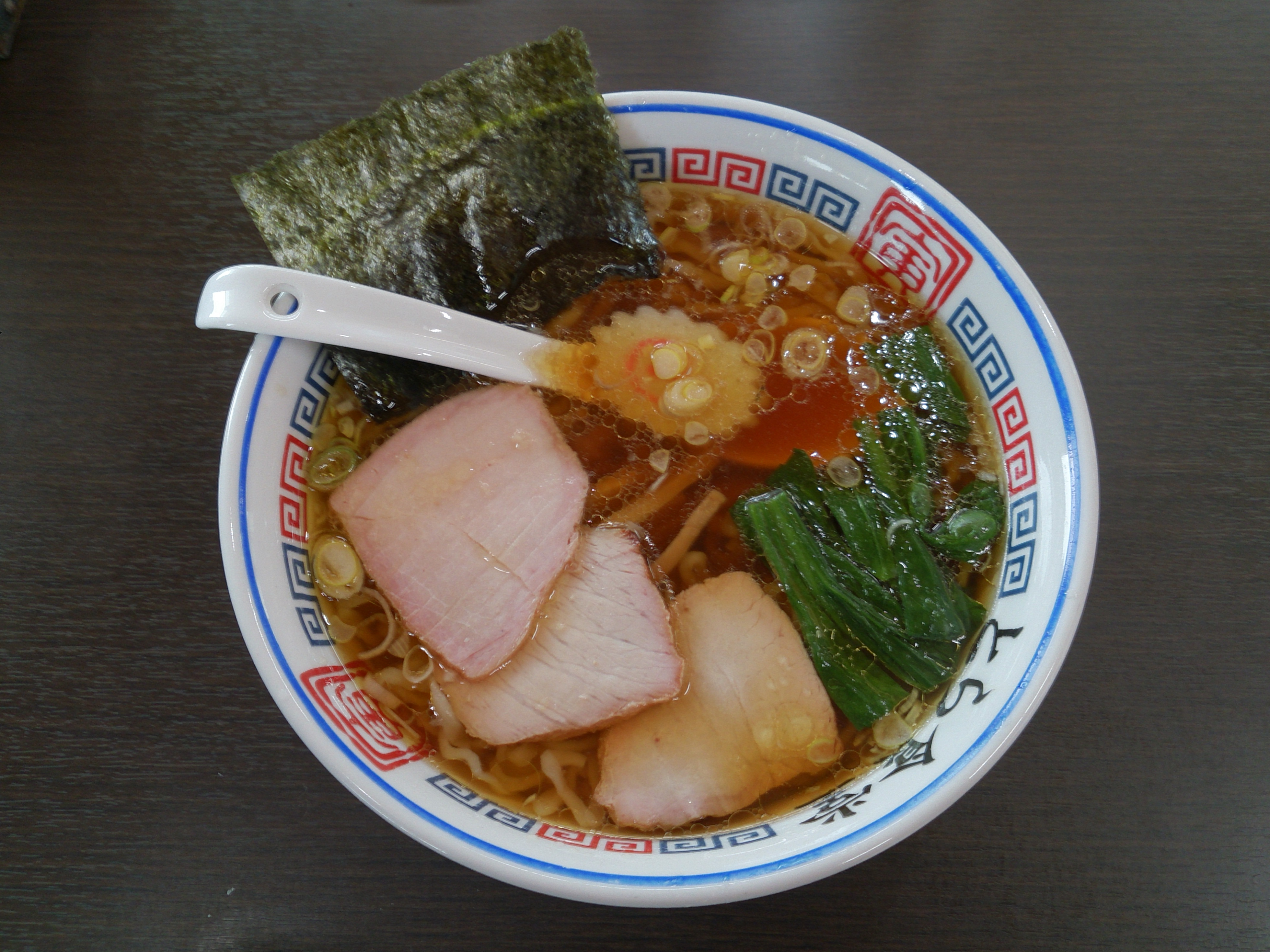
白河ラーメン

白河ラーメン（しらかわラーメン）は、福島県白河市を中心に供されているラーメン。いわゆる「ご当地ラーメン」の一つである。

## 概要
豚骨や鶏ガラを主体とした醤油ベースの澄んだスープと、スープが絡みやすい多加水の幅が広い縮れ麺が大きな特徴ではあるが、店舗によっては細縮れ麺を出す店もある。木の棒で麺を打つ手打ち麺が伝統的なスタイルだが、最近は減少傾向にある。具はネギ、チャーシュー、メンマ、鳴門巻き、ホウレンソウなど。縁を食紅で塗り、炭火で焼いてから煮るチャーシューを使う店も多い。

## 歴史
白河ラーメンの発祥は、白河の汁粉店「亀屋」の二代目であった木伏源松が、冬場以外でも売れる商品として支那そば（ラーメン）に着目、横浜で修行して1921年に白河本町に開店した亀源とされる（現存せず）。以後白河にはラーメンが普及した。1969年開店のとら食堂が白河手打ちラーメンの元祖とされる。同店の初代店主である竹井寅次が作るラーメンが美味しいと評判になったことから、市内から弟子入りを志願する人達が竹井の元を訪れるようになり、修業した人達が独立してラーメン店を出店。それらの店で修業した人達が独立して店を出すという連鎖を繰り返すことで、手打ちのちぢれ麺に醤油ベースのスープという白河ラーメンのスタイルが、市内各地へと広がるに至っている。
現在は白河市内に100店を超える店が存在し、観光資源の1つにもなっているほか、首都圏などにも白河ラーメンを出す店が広まっている。